# Lusakunk
Lusakunk – wieś w Armenii, w prowincji Gegharkunik. W 2011 roku liczyła 1440 mieszkańców.